# 鄭厚謙
郑厚谦（韓語：정후겸，1749年—1777年），朝鲜王朝时期官员，是和缓翁主的养子，曾任承政院承旨。

## 生平
郑厚谦出生于1749年，是渔民郑锡达（和缓翁主丈夫郑致达的四堂弟）与全州李氏夫人所生的次子。
幼年时，他是王世孙李祘（后来的朝鲜正祖）的伴读。十几岁时曾到清朝学习，成年后仕途顺遂，成为老论派的核心成员，参与了推翻李祘的密谋。事件败露后，他被流放到咸镜道慶源郡，最终被毒杀。

## 大众文化中的形象
- 1988 年 MBC 电视剧《朝鲜王朝五百年 韩中录》，由鮮于載德饰演。
- 1991 年 KBS1 电视剧《王道》，由鮮于載德饰演。
- 2001 年 MBC 电视剧《洪国荣》，由郑雄仁饰演。

- 2007年MBC电视剧《李祘》中，由趙軟祐、李仁成（儿童演员）饰演。
- 2008年音乐剧《在火星上做梦》，由张正植饰演。
- 2011年SBS电视剧《武士白东修》，由成昌勋饰演。
- 2021年MBC电视剧《衣袖红镶边》中，由权玄彬饰演。[6]